# Peter Marius Tutein Nolthenius

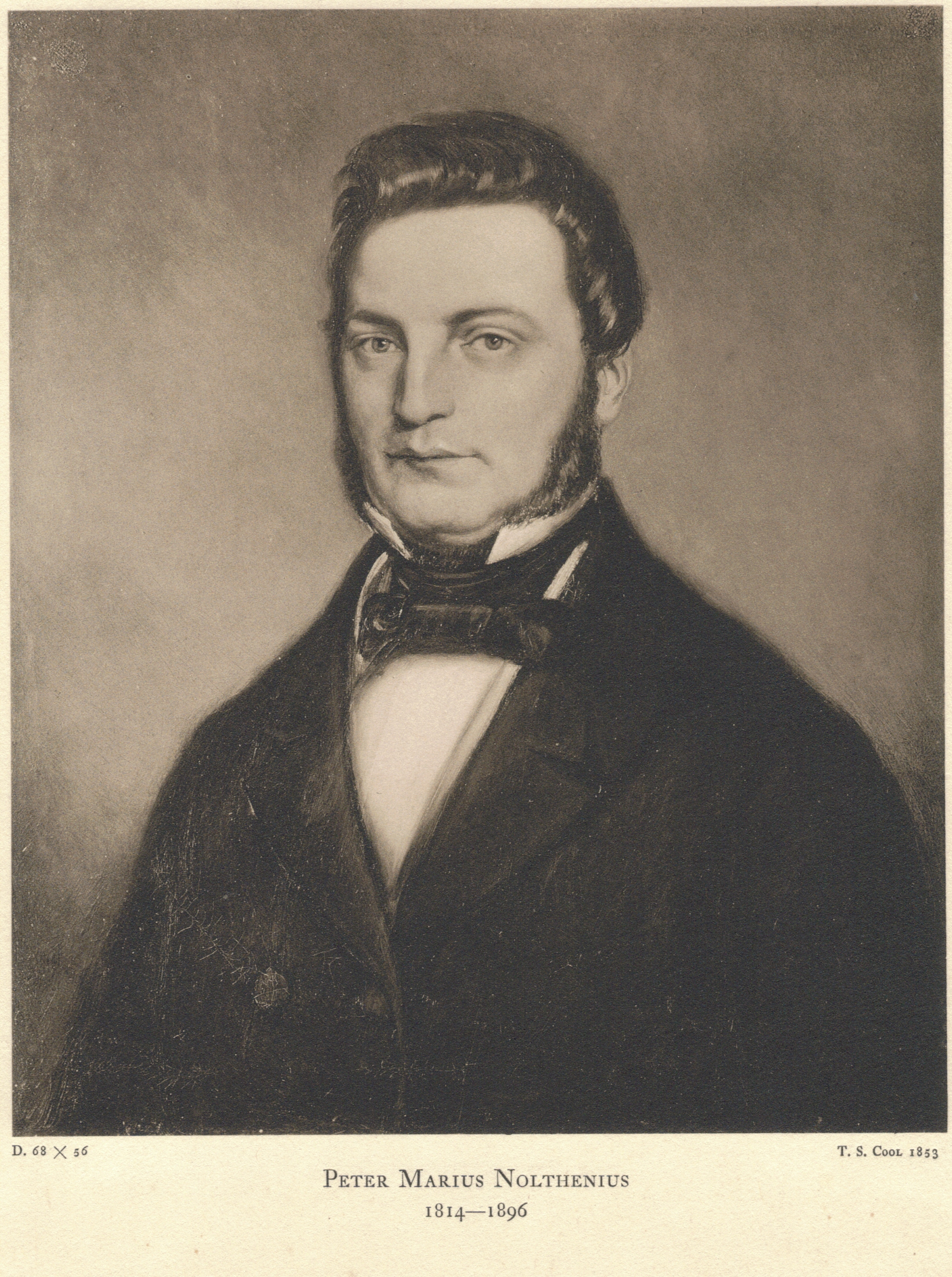
P.M. Tutein Nolthenius door T.S. Cool (1853)

Pieter (Peter) Marius Tutein Nolthenius (Amsterdam, 16 juli 1814 - Zutphen, 31 augustus 1896) was een Nederlandse politicus.

## Leven en werk
Hij werd in 1814 geboren als Pieter Marius Nolthenius, zoon van Willem Hendrik Nolthenius en Julie Tutein. Bij Koninklijk Besluit d.d. 27 juni 1856 werd de geslachtsnaam Tutein van zijn moeder toegevoegd aan zijn naam. Van 1831 tot 1835 nam [Tutein] Nolthenius als vrijwilliger dienst in het leger. Hij nam deel aan de Tiendaagse Veldtocht. Hij studeerde na het behalen van zijn gymnasiumdiploma in Deventer van 1835 tot 1840 medicijnen te Leiden. Hij promoveerde aldaar in 1840 in de geneeskunde en in 1848 in de verloskunde. Van 1840 tot 1844 was hij arts te Arnhem.
Van 1844 tot 1846 studeerde hij - eveneens te Leiden - Romeins en hedendaags recht en promoveerde aldaar in 1846 op een proefschrift over het afschaffen van de doodstraf. In datzelfde jaar vestigde hij zich als advocaat te Amsterdam en was aldaar van 1849 tot 1852 plaatsvervangend kantonrechter. Daarna bekleedde hij publiek bestuurlijke functies. Van 1852 tot 1855 was hij burgemeester van Purmerend. Na het overlijden van zijn eerste echtgenote legde hij zijn functie neer. In 1855 werd hij lid van de Tweede Kamer der Staten-Generaal. Hij behoorde in de volksvertegenwoordiging tot de conservatieve tegenstanders van Thorbecke. In 1858 werd hij voor één jaar burgemeester van Haarlem, maar hij bedankte omdat hij teleurgesteld was in de betrokkenheid van de Haarlemse bevolking bij de verkiezing. Vervolgens keerde hij tot 1864 terug naar de Tweede Kamer.
Zijn tweede echtgenote wilde graag naar de Veluwe verhuizen en van 1864 tot 1872 was hij burgemeester van Apeldoorn. In die functie maakte hij zich zorgen over de gevolgen van de armoede onder de bevolking. Hij zette de toon in de discussie rond de sociale kwestie, door het armoedeprobleem te relateren aan economische omstandigheden en een koppeling tussen lonen en prijzen te bepleiten. Daarnaast spande hij zich in voor het onderwijs in Apeldoorn en de aansluiting van Apeldoorn op het spoorwegennet.
Tutein Nolthenius is tweemaal getrouwd geweest. In 1850 trouwde hij in Amsterdam met Johanna Koopmans (1827-1855) en na haar overlijden trouwde hij in 1859 te Deventer met Jeanne Fetmenger. Uit het eerste huwelijk werd een zoon (Rudolph Peter Johann Tutein Nolthenius) en uit het tweede huwelijk werden twee zonen geboren. Henri Tutein Nolthenius, een zoon uit zijn het tweede huwelijk, werd eveneens burgemeester, eerst van Vlissingen en daarna, evenals zijn vader, van Apeldoorn.
Tutein Nolthenius overleed in 1896 op 82-jarige leeftijd. Hij werd begraven op de Oude Begraafplaats aan de Loolaan in Apeldoorn. Op 18 december 1953 werd hij herbegraven op de Nieuwe Begraafplaats aan de Soerenseweg aldaar. De Oude Begraafplaats werd in de jaren zestig van de twintigste eeuw geruimd. Op de plaats van de begraafplaats is Schouwburg Orpheus gebouwd. Hij was ridder in de Orde van de Nederlandse Leeuw, ofﬁcier in de Orde van de Eikenkroon en drager van het Metalen Kruis.

## Publicaties
- Een woord aan onze Utrechtsche medestudenten en in het bijzonder aan de schrijvers van Eene Hervorming, enz., Leiden, 1839
- De Epilepsia (dissertatie), Leiden, 1840
- Disputatio medico-juridica moralis de poenis (dissertatie), Deventer, 1846
- Verslag van de gebeurtenissen voorgevallen te Amsterdam op 24 maart 1848 en kort overzicht van het regtsgeding daarop gevolgd (1848) (samen met B.J. Ploos van Amstel)
- Het regt van vereeniging en vergadering in Nederland, Amsterdam 1849, (samen met B.J. Ploos van Amstel)
- Open brief aan alle ouders in Nederland, die belang stellen in opvoeding en onderwijs, Purmerend, 1875